# Sybra incanoides
Sybra incanoides là một loài bọ cánh cứng trong họ Cerambycidae.